# Macphersonia cauliflora
Macphersonia cauliflora är en kinesträdsväxtart som beskrevs av Ludwig Radlkofer. Macphersonia cauliflora ingår i släktet Macphersonia och familjen kinesträdsväxter. Utöver nominatformen finns också underarten M. c. macrophylla.